# Aufrechte Waldrebe
Die Aufrechte Waldrebe (Clematis recta) ist eine Pflanzenart innerhalb der Familie der Hahnenfußgewächse (Ranunculaceae). Sie ist eng mit der in Mitteleuropa verbreitet vorkommenden Gemeinen Waldrebe verwandt und unterscheidet sich von dieser unter anderem durch den nicht kletternden, sondern aufrechten Wuchs.

## Beschreibung

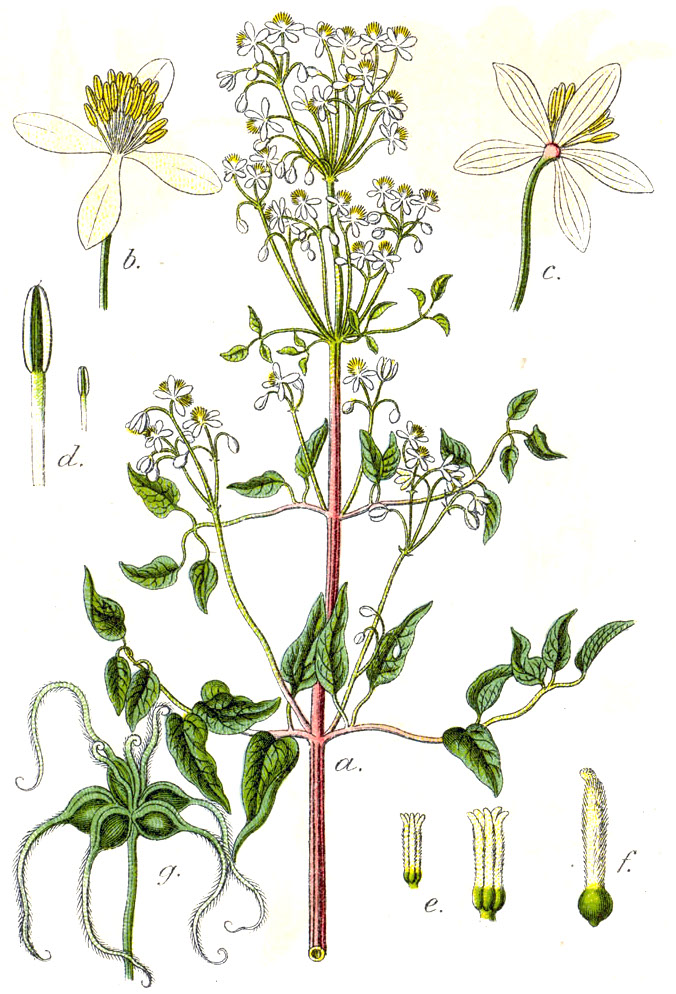
Illustration aus Sturms Flora

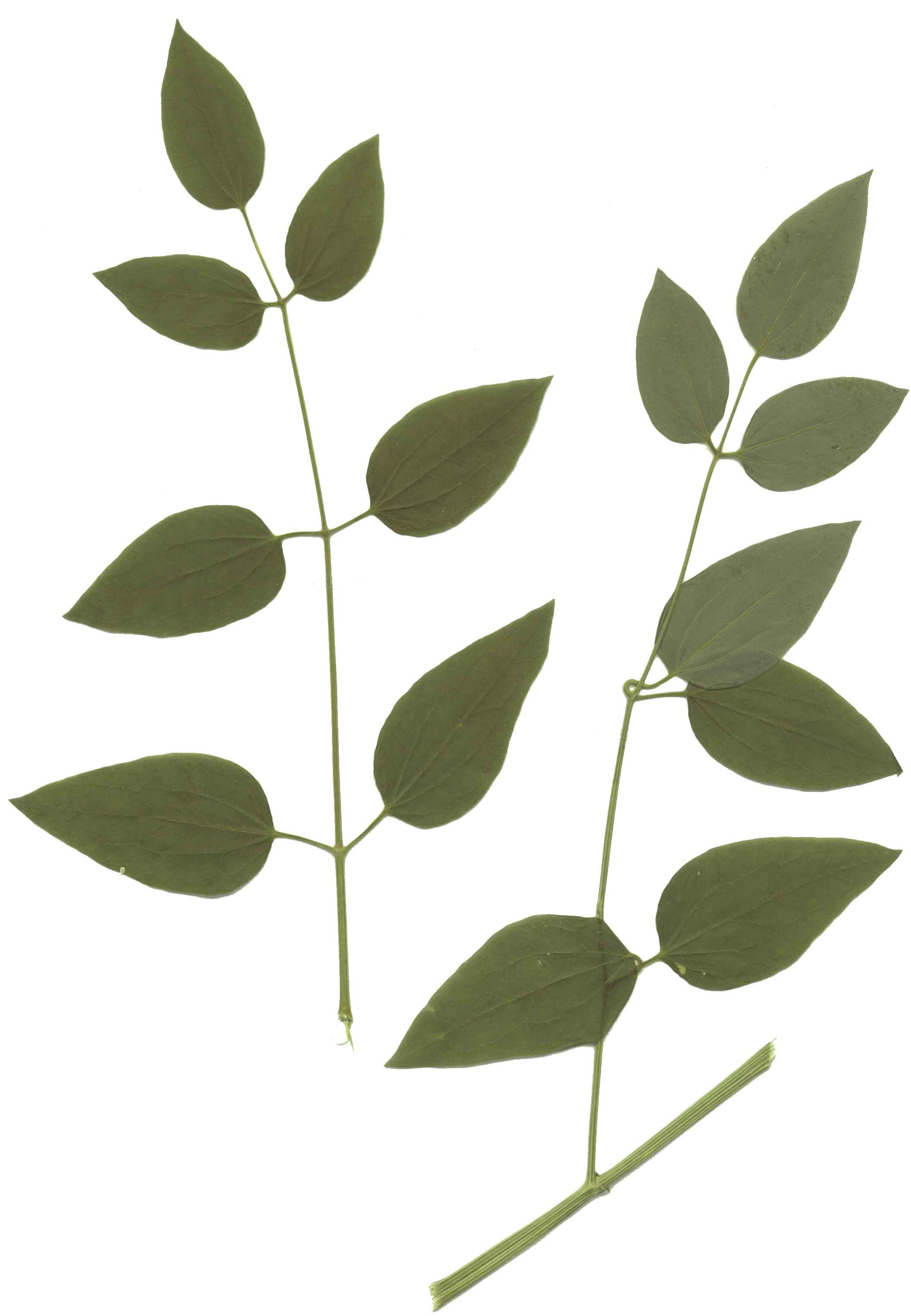
Laubblätter (Herbarbeleg)

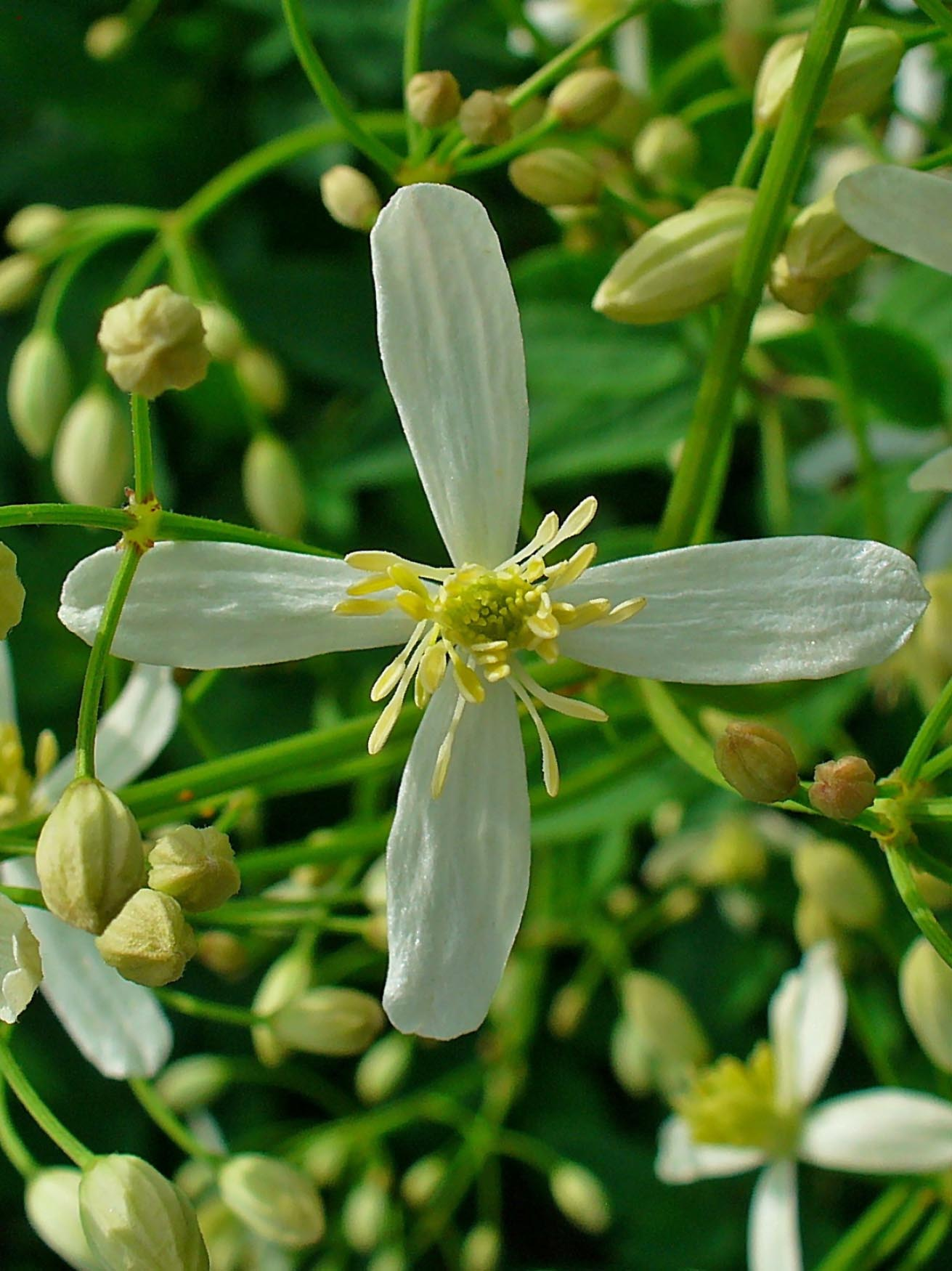
Blüte im Detail

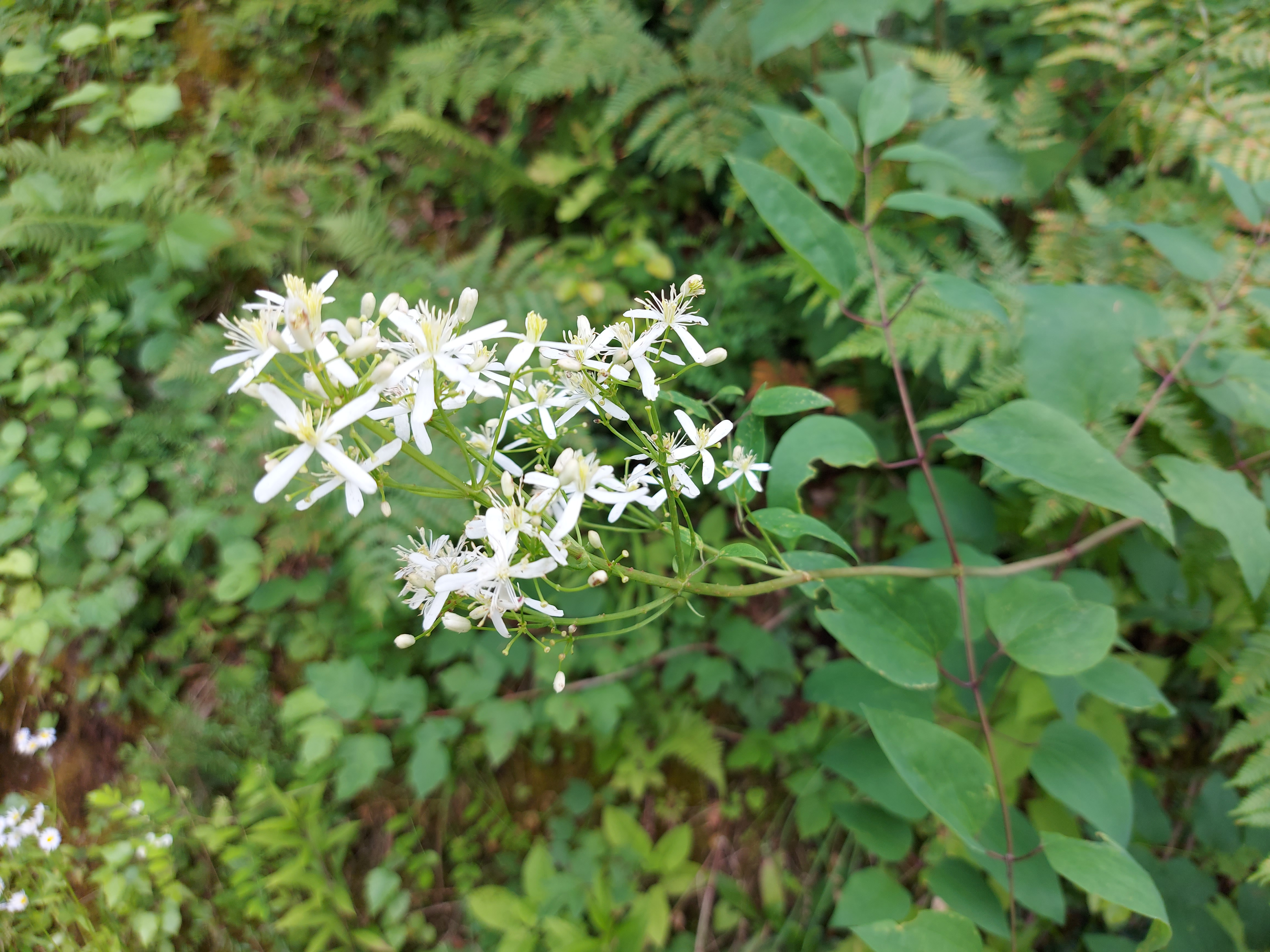
Blütenstand

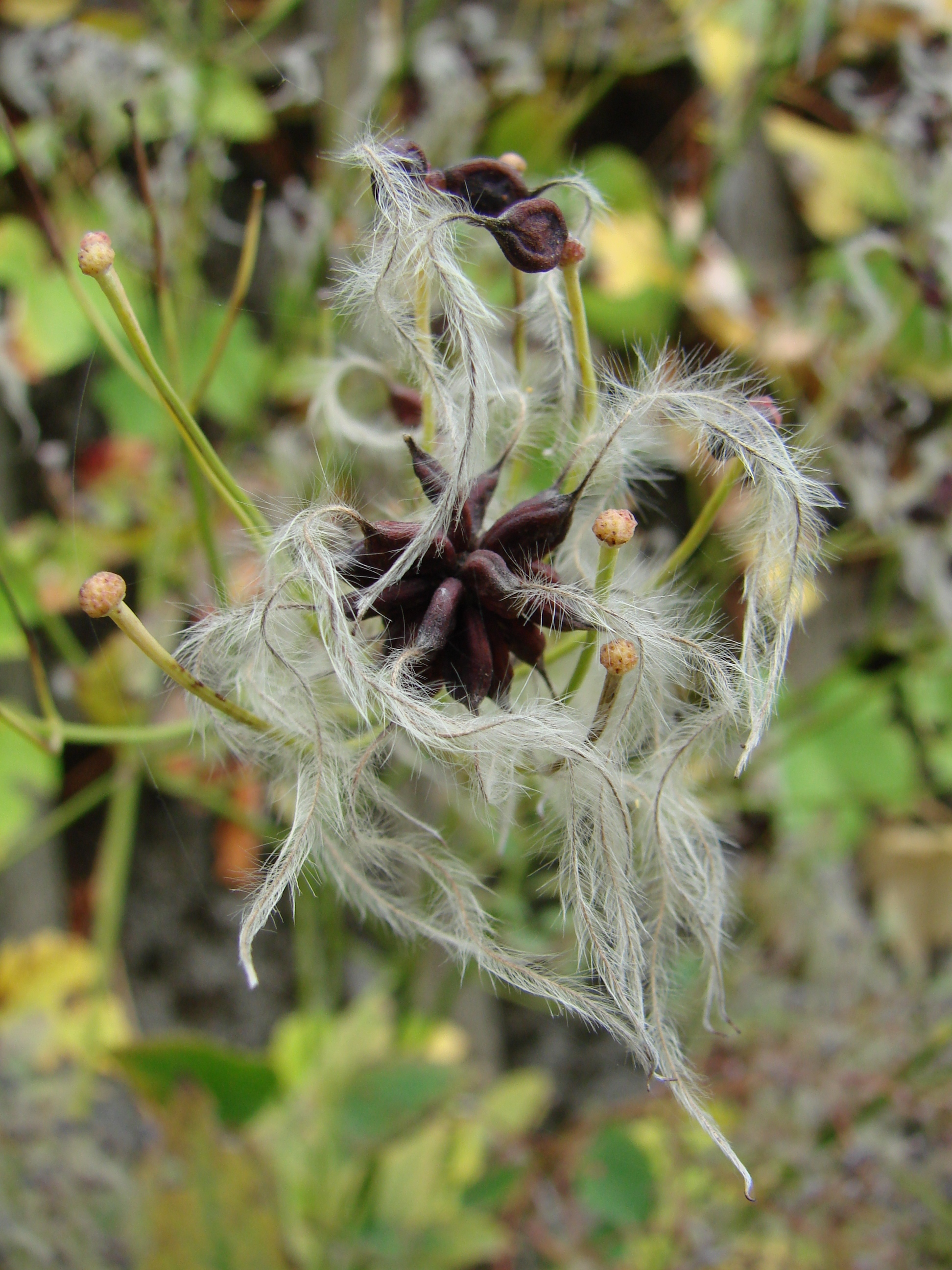
Sammelfrucht mit Nussfrüchten und fedrigen Griffeln

### Erscheinungsbild und Blatt
Die Aufrechte Waldrebe wächst als sommergrüne, ausdauernde krautige Pflanze und erreicht meist Wuchshöhen von 50 bis 150 Zentimetern. Der aufrechte, nicht kletternde Stängel ist selten an der Basis etwas verholzt.
Die gegenständig angeordneten Laubblätter sind unpaarig gefiedert mit fünf bis neun Fiederblättchen und etwa 20 Zentimeter lang. Die kahlen Fiederblättchen sind bei einer Länge von 3 bis 9 Zentimetern sowie einer Breite von 0,8 bis 4 Zentimetern lanzettlich bis eiförmig zugespitzt und fast immer ganzrandig. Auch wenn es sich um eine nicht kletternde Staude handelt, können sich die Blattstiele wie bei kletternden Clematis-Arten um sich in der Nähe befindliche Pflanzen ranken.

### Blütenstand, Blüte und Frucht
Die Blütezeit liegt vorwiegend in den Monaten Juni und August. In end- oder manchmal seitenständigen, rispigen, scheindoldigen Blütenständen stehen viele Blüten aufrecht vom Stängel ab. Der schlanke Blütenstiel ist 8 bis 20 Millimeter lang. Die zwittrigen Blüten sind radiärsymmetrisch. Die vier weit ausgebreiteten, freien, weißlichen Perigonblätter sind mit einer Länge von 8 bis 20 Millimetern etwa viermal so lang wie breit und verkehrt-lanzettlich bis länglich, stumpf sowie nur am Rande etwas filzig bis wollig behaart, aber ansonsten kahl. Die 20 bis 50 freien Staubblätter sind alle fertil. Die Staubfäden sind kahl. Es sind 8 bis 25 Griffel vorhanden.
Jede Blüte bringt zahlreiche Früchte hervor, die von etwa 2 Zentimeter langen, federig behaarten Griffeln gekrönt sind. Die Achänen sind breit, flach und kahl mit deutlichem Rand sowie einem 1,2 bis 2 Zentimeter langen Schnabel.

### Chromosomensatz
Bei Clematis recta liegt Diploidie vor und die Chromosomenzahl beträgt 2n =16.

## Ökologie
Bei der Aufrechten Waldrebe handelt es sich um einen mesomorphen bis skleromorphen Hemikryptophyten.
Die Bestäubung erfolgt durch Insekten.
Die Ausbreitung der Diasporen erfolgt durch den Wind oder durch Klettausbreitung.

## Vorkommen und Gefährdung
Die Aufrechte Waldrebe ist ein submediterran-eurasisch-kontinentales Florenelement. Sie kommt von Süd-, Ost- und Mitteleuropa bis in den Kaukasusraum vor. Es gibt Fundorte in Aserbaidschan, Ciscaucasien, Österreich, Tschechien, Deutschland, Ungarn, Polen, in der Slowakei, in der südlichen Schweiz, in Belarus, im europäischen Teil Russlands, in der Ukraine, auf der Krim, in Bosnien und Herzegowina, Bulgarien, Kroatien, im nordöstlichen Griechenland, in Italien, Montenegro, Rumänien, Serbien, Slowenien, im südlichen Frankreich, auf Korsika und im nordöstlichen Spanien. In einigen gemäßigten Gebieten der Welt ist Clematis recta ein Neophyt.
In Deutschland ist die Aufrechte Waldrebe selten vor allem im Tauber- und Maingebiet, an der Elbe zwischen Pirna und Wittenberge sowie im östlichen Donaugebiet verbreitet. In der Roten Liste wird sie als gefährdet eingestuft. In Österreich findet man Clematis recta zerstreut bis selten in collinen bis submontanen Höhenlagen. Sie ist in den nördlichen Alpen und in deren Vorland gefährdet. In der Schweiz kommt die Aufrechte Waldrebe nur im Mittelwallis und im Tessin vor.
Die ökologischen Zeigerwerte nach Landolt et al. 2010 sind in der Schweiz: Feuchtezahl F = 2w (mäßig trocken aber mäßig wechselnd), Lichtzahl L = 3 (halbschattig), Reaktionszahl R = 4 (neutral bis basisch), Temperaturzahl T = 4+ (warm-kollin), Nährstoffzahl N = 2 (nährstoffarm), Kontinentalitätszahl K = 4 (subkontinental).
Clematis recta wächst in Buschwäldern und -lichtungen. Sie bevorzugt mehr oder weniger trockene, warme und kalkreiche Böden. Sie ist in Mitteleuropa eine Charakterart des Geranio-Dictamnetum aus dem Verband Geranion sanguinei, kommt aber auch in Gesellschaften der Verbände Berberidion und Potentillo-Quercion petraeae vor.

## Systematik
Die Erstveröffentlichung von Clematis recta erfolgte 1753 durch Carl von Linné in Species Plantarum, 1, S. 544. Ein Synonym von Clematis recta ist Clematis lathyrifolia Bess. ex Reichenb. Das Artepitheton recta bedeutet aufrecht.
Clematis recta gehört zur Sektion Flammula aus der Untergattung Flammula in der Gattung Clematis.

## Nutzung
Die Aufrechte Waldrebe ist eine alte Volksarzneipflanze und wird auch in der Homöopathie unter anderem bei Hautausschlägen verwendet. Der Saft der frischen Pflanze reizt die Schleimhäute stark und führt zu Blasenbildung auf der Haut. Daher wurde sie in früheren Zeiten von Bettlern manchmal zum Vortäuschen von Hautkrankheiten benutzt.

## Giftigkeit
Alle Pflanzenteile sind giftig. Die getrockneten Pflanzenteile sind allerdings frei von Giftstoffen. Hauptinhaltsstoffe sind: Protoanemonin, Anemonin, nach älteren Angaben auch Anemonol.
Vergiftungserscheinungen sind Gastroenteritis, Reizerscheinungen der Niere und des Nervensystems, die sich durch Krämpfe und Lähmungen kundtun. Wirkungen auf die Haut sind eine blasenziehende Wirkung, die in früheren Zeiten Bettler nutzten, um Mitleid zu erregen.

## Trivialnamen
Für die Aufrechte Waldrebe bestehen bzw. bestanden auch die weiteren deutschsprachigen Trivialnamen: Blatterzug (Thüringen), Brennkraut (Thüringen) und Brennwurz (Thüringen).